# F-010

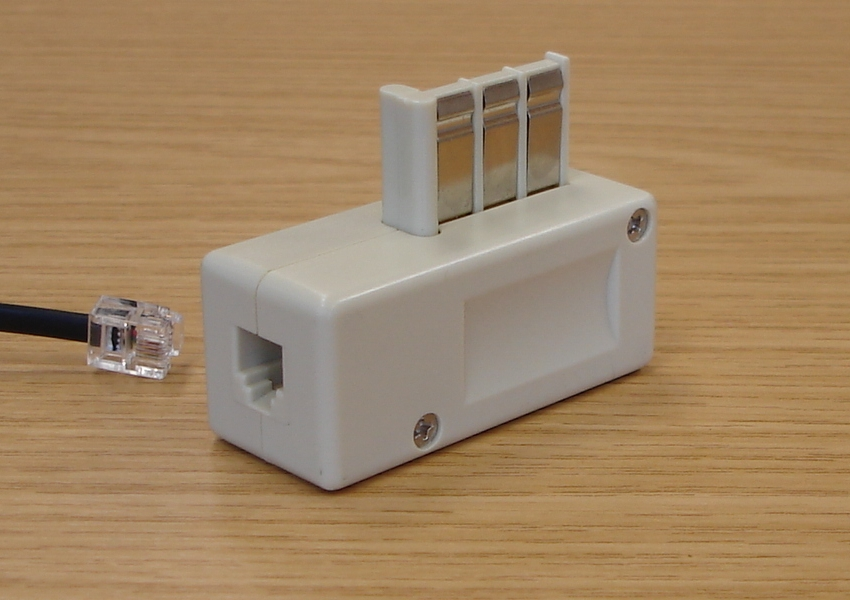
Adapter T auf RJ11

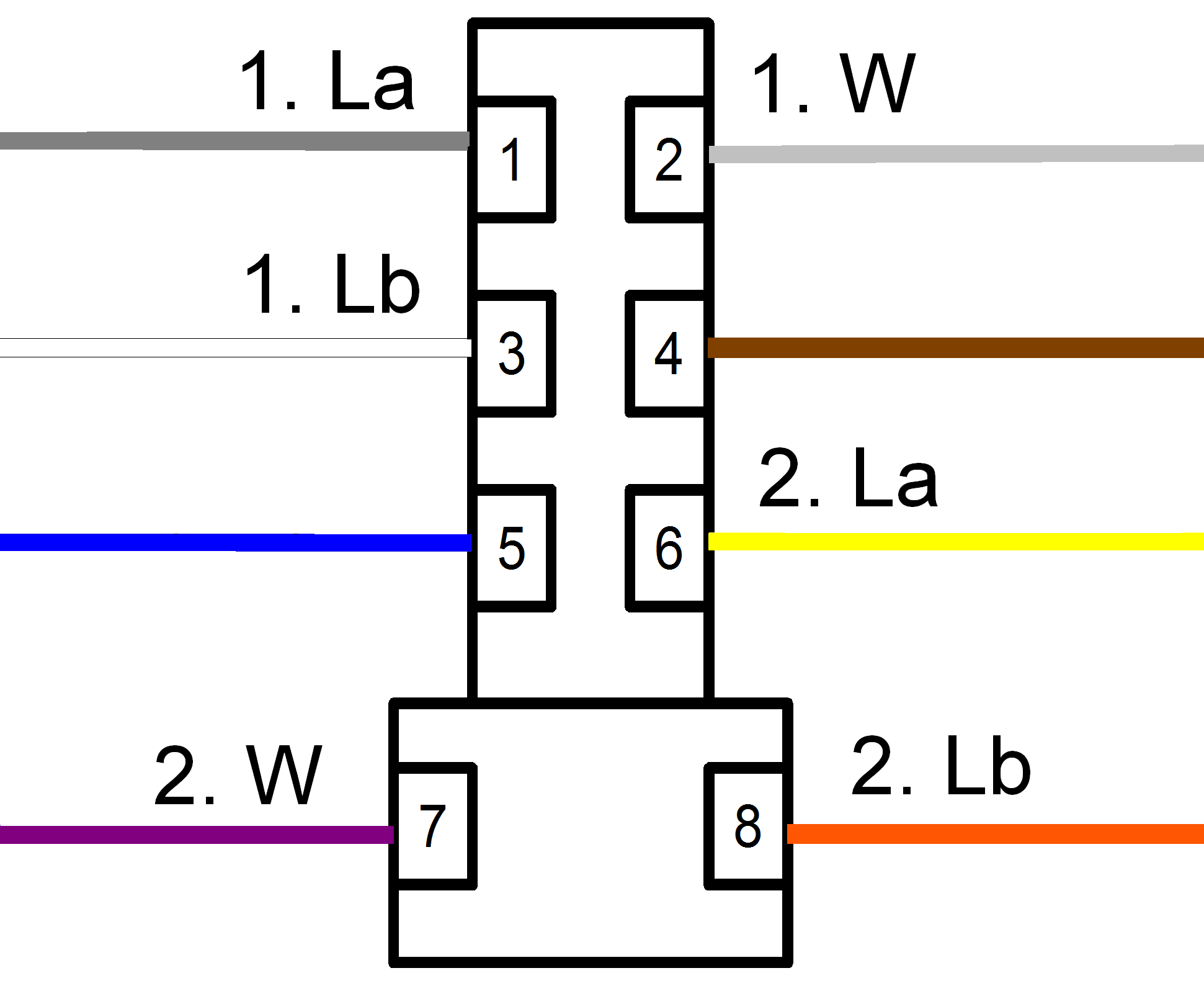
Anschlussschema (Blick auf die Telefondose)

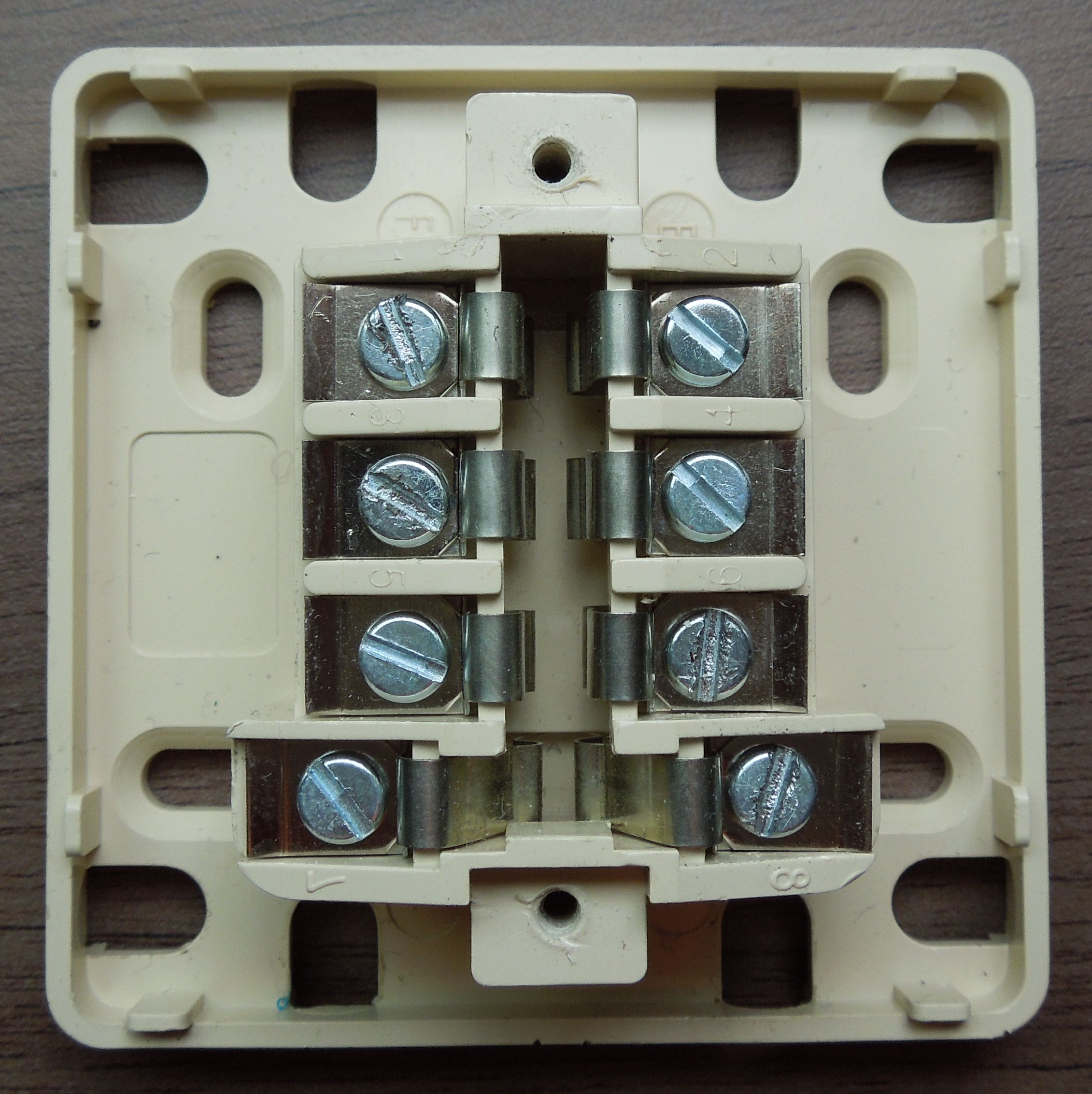
Geöffnete Telefondose

Die F-010 Telefonanschlussdose war die Standardanschlussdose in Frankreich für Teilnehmeranschlussleitungen. Aufgrund ihres Aussehens wird sie synonym auch als T-Dose bezeichnet. Außerhalb Frankreichs findet man sie noch in folgenden Ländern: Algerien, Andorra, Bhutan, Burkina Faso, Tschad, Komoren, Kongo, Dschibuti, Ägypten, Äquatorialguinea, Gabun, Grenada, Elfenbeinküste, Madagaskar, Mali, Mauretanien, Mauritius, Monaco, Marokko, Niger, Ruanda, Somalia, Schweiz, Togo und Tunesien.
Bis 2003 war die F-010-Anschlussdose als zugelassene Telefonanschlussdose durch die France Télécom in Gebrauch. Verwendet wurde sie für alle Telekommunikationsgeräte wie Telefon, Fax, Modem etc. Ihr Nachfolger seitdem ist die RJ-Steckverbindung RJ-41S in der Ausführung 8P8C. Die T-Dose wird unter Spécifications techniques d'interface der France Telecom beschrieben.

## Anschlussschema
| Klemme | Paar | Farbe   | Bedeutung                                 | Anmerkungen |
| ------ | ---- | ------- | ----------------------------------------- | --- |
| 1      | 1    | grau    | a-Ader                                    | |
| 2      | 1    | farblos | a-Ader für Zweitwecker (Tonrufzweitgerät) | heute aufgrund MFV nicht mehr benutzt |
| 3      | 1    | weiß    | b-Ader                                    | |
| 4      | x    | braun   | unbenutzt                                 | ggf. verwendet für: - Leitung 2 "b": 3. Anschluss des Testmoduls zur Überprüfung des 2. Adernpaars (in Verbindung mit Klemme 8) - Leitung 1 "b": In Verbindung mit Klemme 3, falls kein Stecker eingesteckt ist                                                                 |
| 5      | x    | blau    | unbenutzt                                 | ggf. verwendet für: - Leitung 1 "a": 3. Anschluss des Testmoduls zur Überprüfung des 1. Adernpaars - Leitung 1 "a": in Verbindung mit Klemme 1 um den Anschluss des Telefons S63 zu ermöglichen - Leitung 2 "a": In Verbindung mit Klemme 3, falls kein Stecker eingesteckt ist |
| 6      | 2    | gelb    | a-Ader                                    | |
| 7      | 2    | violett | a-Ader für Zweitwecker (Tonrufzweitgerät) | heute aufgrund MFV nicht mehr benutzt |
| 8      | 2    | orange  | b-Ader                                    | |

Hinweis: Viele Telefonstecker besitzen nur die ersten sechs Klemmen.

## Spannungen
Nominell liegen 54 V Gleichspannung zwischen La und Lb an, in Telefonanlagen sind 48 V üblich. Die Rufspannung beträgt nominell 70 V Wechselspannung (50 Hz) und wird der Betriebsspannung überlagert. Tatsächlich beträgt der zulässige Arbeitsbereich für die Rufspannung 25 bis 100 V.

## Testmodul
Das Testmodul (auch RC-Modul) wird zum Testen der Telefonleitung an der Doseneingangsseite eingesetzt. Es besteht aus einem Widerstand von 20 kΩ und einem Kondensator mit 2,2 µF. Dieser RC-Kreis verbindet die Adern a und b, wobei der Kondensator an Klemme a sitzt. Es gibt folgende Ausführungen:
- Modul mit drei Anschlüssen (bei Leitung 1 sind dann die Klemmen 1 und 5 verbunden)
- Modul, in der Klemmen 4 und 6 in Reihe geschaltet sind und bei nicht eingestecktem Telefonstecker eine Verbindung zwischen Klemme 1 und 3 besteht.